# The Slider
Az 1972-es The Slider a T. Rex hetedik nagylemeze, a második glam rock stílusú. Két kislemez jelent meg mellé, a Telegram Sam és a Metal Guru. Az album az Egyesült Királyságban a 4., Amerikában a 17. helyig jutott. Szerepel az 1001 lemez, amit hallanod kell, mielőtt meghalsz című könyvben.

## Az album dalai
| 1. | Metal Guru         | Marc Bolan | 2:25 |
| 2. | Mystic Lady        | Marc Bolan | 3:09 |
| 3. | Rock On            | Marc Bolan | 3:26 |
| 4. | The Slider         | Marc Bolan | 3:22 |
| 5. | Baby Boomerang     | Marc Bolan | 2:17 |
| 6. | Spaceball Ricochet | Marc Bolan | 3:37 |
| 7. | Buick Mackane      | Marc Bolan | 3:31 |

| 1. | Telegram Sam      | Marc Bolan | 3:42 |
| 2. | Rabbit Fighter    | Marc Bolan | 3:55 |
| 3. | Baby Strange      | Marc Bolan | 3:03 |
| 4. | Ballrooms of Mars | Marc Bolan | 4:09 |
| 5. | Chariot Choogle   | Marc Bolan | 2:45 |
| 6. | Main Man          | Marc Bolan | 4:14 |

## Közreműködők
- Marc Bolan – gitár, ének
- Steve Currie – basszusgitár
- Mickey Finn – ütőhangszerek, konga, ének, kézi ütőhangszerek
- Tony Visconti – vonósok hangszerelése
- Howard Kaylan – ének, háttérvokál
- Bill Legend – dob
- Mark Volman – ének, háttérvokál

## Fordítás
- Ez a szócikk részben vagy egészben a The Slider című angol Wikipédia-szócikk ezen változatának fordításán alapul.  Az eredeti cikk szerkesztőit annak laptörténete sorolja fel. Ez a jelzés csupán a megfogalmazás eredetét és a szerzői jogokat jelzi, nem szolgál a cikkben szereplő információk forrásmegjelöléseként.